# Hipas de Metapont
Hipas de Metapont (Hippăsus, Ἵππασος) era un filòsof presocràtic, membre de l'escola pitagòrica. Va néixer al voltant de l'any 500 aC a Metapont, una colònia grega a la península Itàlica (Magna Grècia). Però, segons Iàmblic, altres creuen que el seu lloc de naixement podria haver estat Crotona, o potser Síbaris. Es creu que va provar l'existència dels nombres irracionals en un moment en què els pitagòrics pensaven que els nombres racionals podien descriure tota la geometria del món. Hipas hauria trencat la regla de silenci dels pitagòrics revelant al món l'existència d'aquests nous nombres. Això hauria fet que aquests l'expulsessin de l'escola i erigissin una tomba amb el seu nom, mostrant així que per a ells estava mort. Els documents de l'època donen versions diferents del seu final: sembla que va morir en un naufragi en circumstàncies misterioses; alguns diuen que va suïcidar-se com a autocàstig, deixant així llibertat a la seva ànima per anar a buscar la purificació en un altre cos; d'altres diuen que un grup de pitagòrics fanàtics el van matar i, fins i tot, hi ha la teoria que Pitàgores en persona el va condemnar a mort.

## Pensament i obra
En el seu moment, va tenir molta admiració per Pitàgores, a qui anomenava el gran home. Dirigia el grup dels acusmàtics, mentre que Pitàgores s'ocupava dels matemàtics. Es creu que Hipas va ser, també, mestre d'Heraclit d'Efes i, com aquest, pensava que l'arque o origen de totes les coses era el foc, metàfora del canvi, a diferència dels pitagòrics, que situaven aquest privilegi en els nombres. Segons la seva concepció filosòfica, l'ànima participa del foc diví. Tot i que afirmava que el nombre no és l'arque, sí que hi té una importància decisiva perquè és «l'òrgan de decisió d'un déu que és l'artesà responsable de l'ordre al món» i que és el primer model de la creació de l'univers.
A més dels treballs sobre matemàtiques, que inclouen el descobriment de la irracionalitat de l'arrel de 2, va fer estudis sobre acústica i ressonància. Segons Boeci, Hipas i Eubúlides haurien afegit dos nous intervals musicals als tres coneguts fins aleshores: la doble octava i l'acord de dotze.
Si ens basem en Diògenes Laerci, Hipas no va deixar res escrit, però, potser va escriure μυστικὸς λόγος, en què calumniava Pitàgores.

## Hipas en la ficció
El personatge d'Hipas de Metapont va aparèixer també en el curtmetratge La proporció àuria, que tracta sobre els orígens i la presència del nombre irracional Φ en el nostre entorn. Hipas és la faceta humorística del curt, en el qual se'l retrata com un pitagòric autista amb molt poques llums.